# ریپابلیک پی-۴۷ ثاندربولت
ریپابلیک پی-۴۷ تاندربولت (به انگلیسی: Republic P-47 Thunderbolt) یک هواگرد جنگنده تک‌باله تک‌موتوره دوره جنگ جهانی دوم ساخت شرکت هوانوردی ریپابلیک در ایالات متحده بود. پی-۴۷ یک جنگنده موفق در ارتفاع بالا بود و همچنین به عنوان مهم‌ترین جنگنده -بمب افکن آمریکایی در پشتیبانی هوایی نزدیک ایفای نقش نمود. تسلیحات اولیه آن شامل ۸ قبضه تیربار سنگین کالیبر ۵۰ بی‌ام‌جی از نوع ام۲ برونینگ بود و می‌توانست راکت‌های غیرقایل هدایت ۵ اینچی یا ۲٬۵۰۰ پوند (۱٬۱۰۰ کیلوگرم) بمب را نیز حمل کند. هنگامی که پی-۴۷ به‌طور کامل بارگیری شد، وزن آن به ۸ تن می‌رسید که آن را به یکی از سنگین‌ترین جنگنده‌های جنگ تبدیل می‌نمود.
تاندربولت به عنوان یک جنگنده اسکورت با برد کوتاه تا متوسط در نبرد هوا به هوا در ارتفاع بالا و
تهاجم هوا به زمین در هر دو جبهه اروپایی و اقیانوس آرام در جنگ جهانی دوم، مؤثر بود.
پی-۴۷ براساس موتور شعاعی ۱۸ سیلندری پرت اند ویتنی آر-۲۸۰۰ طراحی شده بود، که پیشرانه دو هواپیمای گرومن اف۶اف هلکت و چنس ووت اف۴یو کرسر در نیروی دریایی ایالات متحده آمریکا /سپاه تفنگداران دریایی ایالات متحده آمریکا بود. یک سیستم توربوشارژر پیشرفته، کارایی هواپیما را در ارتفاعات بالا تضمین کرده و در عین حال بر اندازه و طراحی آن نیز تأثیر می‌گذاشت.
پی-۴۷ یکی از جنگنده‌های اصلی نیروهای هوایی ارتش ایالات متحده آمریکا (USAAF) در جنگ جهانی دوم بود. همچنین در سایر نیروهای هوایی متفقین، از جمله نیروهای هوایی فرانسه آزاد، نیروی هوایی سلطنتی و نیروی هوایی شوروی خدمت کرد. گُردان‌های هوایی (اسکادران‌ها) نیروهای برون مرزی مکزیکی و برزیلی که در کنار نیروهای USAAF می‌جنگیدند نیز با پی-۴۷ پرواز می‌کردند.
کابین مقاوم‌سازی شده در برابر گلوله، نسبتاً جادار و راحت بود و کانوپی حبابی که در پی-۴۷ دی معرفی شده بود، دید خوبی را ارائه می‌نمود. پی-۴۷ به نام مستعار «کوزه» به دلیل ظاهری که روی دماغه داشت، شناخته شد و به خاطر قدرت آتش و مقاومت در برابر آسیب‌های جنگی و قابلیت ماندن در پرواز مورد توجه قرار گرفت. یک هواپیمای حمله زمینی امروزی ایالات متحده به نام فیرچایلد ریپابلیک ای-۱۰ تاندربولت ۲ نام خود را از پی-۴۷ گرفته‌است.

## طراحی و توسعه

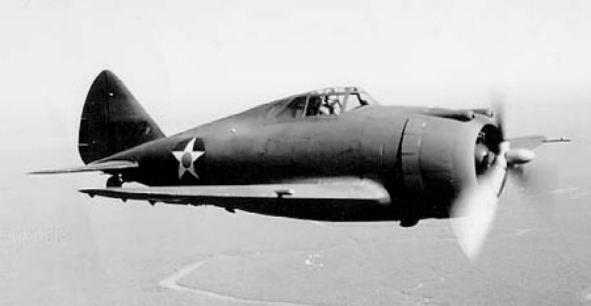
جنگنده آمریکایی ماقبل جنگ جهانی دوم پی-۴۳ ریپابلیک

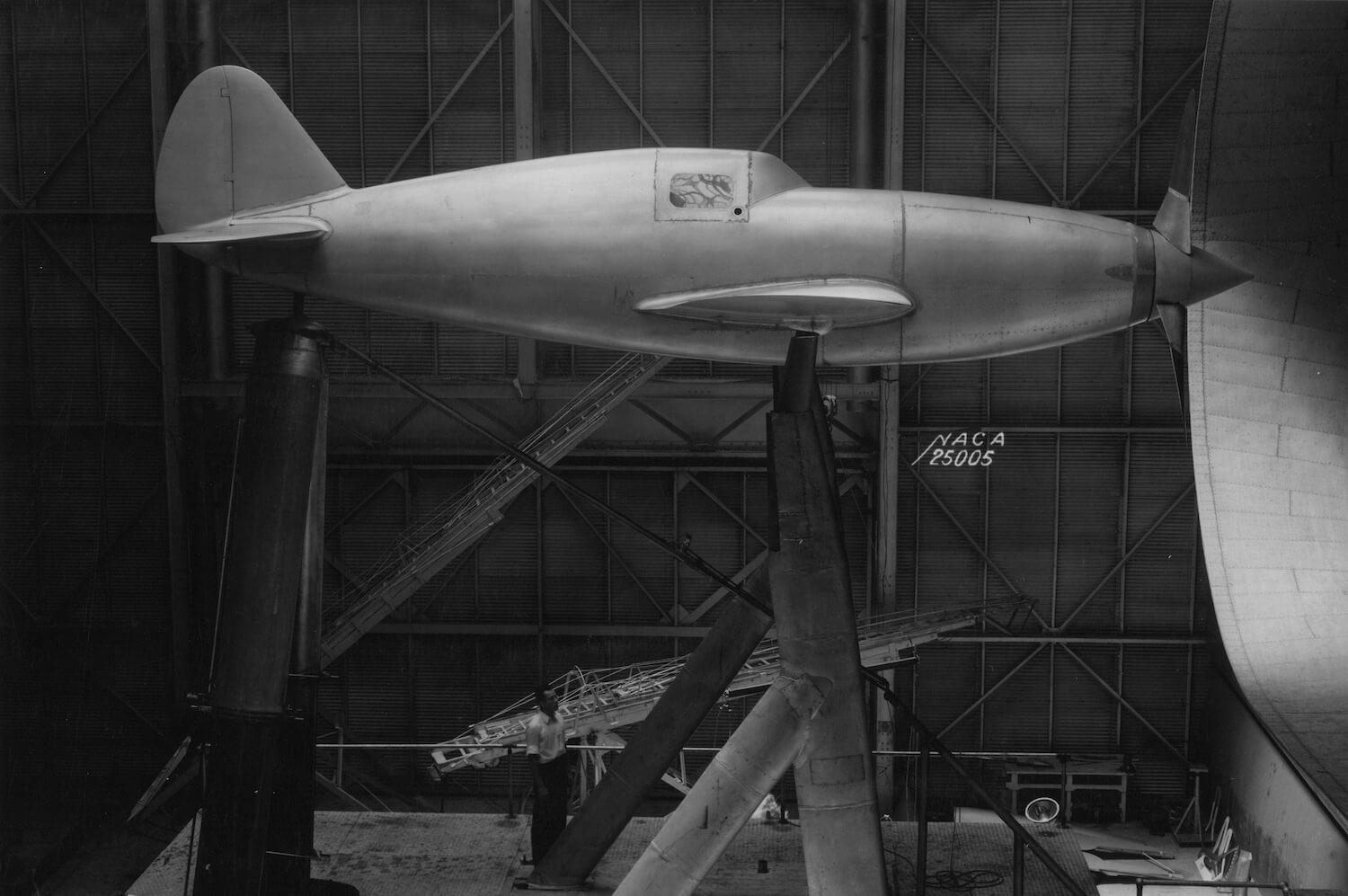
مدل ایکس.پی-۴۷ در حال آزمایش در تونل باد

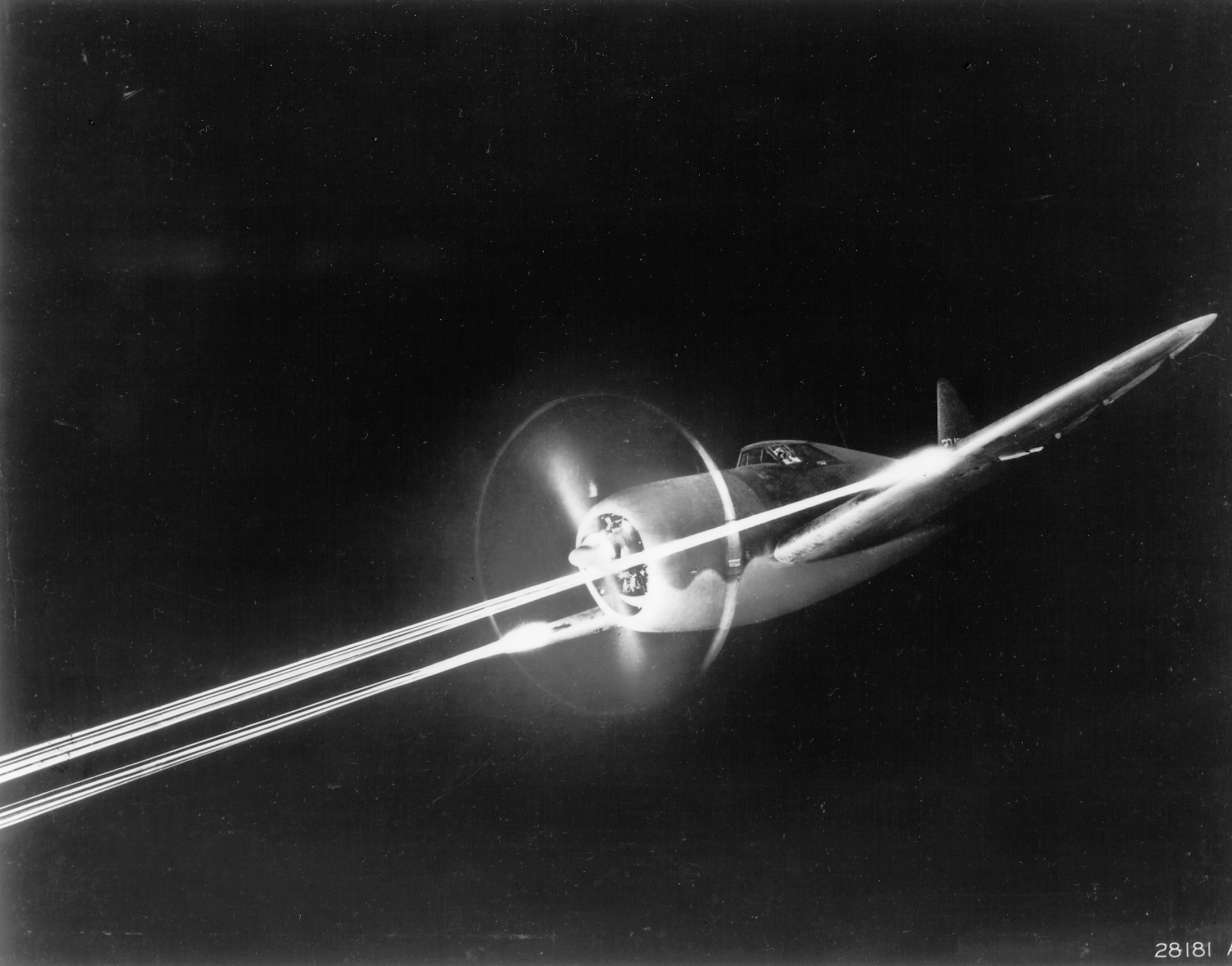
پی-۴۷ درحال شلیک با تیربارهای سنگین ام۲ برونینگ در طی تیراندازی در شب

پی-۴۷ تاندربولت توسط الکساندر کارتولی، مردی گرجی‌تبار، به عنوان جایگزینی برای پی-۳۵ طراحی شده است. پی-۳۵ خود توسط یک مهاجر روس تبار الکساندر. دی. سورسکی (به روسی: Алекса́ндр Никола́евич Проко́фьев-Се́верский طراحی و توسعه یافته بود.
هر دو از وطن خود، تفلیس، گرجستان، برای فرار از دست بلشویک‌ها گریخته بودند.
در سال ۱۹۳۹، شرکت هوانوردی ریپابلیک مدل نمایشی AP-4 را با موتور شعاعی پرت اند ویتنی آر-۱۸۳۰ با یک توربوشارژر نصب شده در شکم را طراحی کرد. تعداد کمی از پی-۴۳ لنسر ساخته شد، اما سازنده، روی مدل پی-۴۴ بهبودیافته با موتور قدرتمندتر و همچنین بر روی طراحی جنگنده ای.پی-۱۰ کار می‌کرد. که دومی هواپیمایی سبک‌تر شده با یک موتور وی۱۲ الیسن وی-۱۷۱۰ و دو تیربارسنگین کالیبر ۵۰ بی‌ام‌جی از نوع ام۲ برونینگ نصب شده در دماغه هواپیما و چهار تیربار متوسط ۰٫۳ اینچی (۷٫۶۲ میلی‌متری) ازنوع ام۱۹۱۹ برونینگ نصب شده در بالها بود.
سپاه هوایی نیروی زمینی ایالات متحده (USAAC) از این پروژه حمایت نموده و نام XP-47 را به آن اختصاص داد.

## مشخصات (پی-۴۷ دی تاندربولت)
داده‌ها از 
ویژگی‌های عمومی
- خدمه: ۱
- طول: ۳۶ فوت ۱ ۳⁄۴ اینچ (۱۱٫۰۲ متر)
- پهنای بال: ۴۰ فوت ۹ ۵⁄۱۶ اینچ (۱۲٫۴۳ متر)
- ارتفاع: ۱۴ فوت ۸ ۱⁄۱۶ اینچ (۴٫۴۷۲ متر)
- مساحت بال‌ها: ۲۹۹٫۹۹ فوت مربع (۲۷٫۸۷۰ متر مربع) [نیازمند منبع]
- ایرفویل: Seversky S-3[۵]
- وزن خالی: ۱۰٬۰۰۰ پوند (۴٬۵۳۶ کیلوگرم)
- وزن ناخالص: ۱۳٬۲۳۰ پوند (۶٬۰۰۱ کیلوگرم)
- بیشترین وزن برخاست: ۱۷٬۵۰۰ پوند (۷٬۹۳۸ کیلوگرم)
- پیشرانه: ۱ عدد موتور شعاعی ۱۸ پیستونی هوا خنک پرت اند ویتنی آر-۲۸۰۰ به قدرت, ۲٬۰۰۰ اسب بخار (۱٬۵۰۰ کیلووات)
- ملخ‌ها: چهارملخه مدل Curtiss Electric C542S کورتیس-رایت با سرعت ثابت، قطر ۱۳ فوت ۰ اینچ (۳٫۹۶ متر)

عملکرد
- حداکثر سرعت: ۴۲۶ مایل بر ساعت (۶۸۶ کیلومتر بر ساعت، ۳۷۰ گره) در ۳۰٬۰۰۰ فوت (۹٬۱۰۰ متر)
- بُرد: ۱٬۰۳۰ مایل (۱٬۶۶۰ کیلومتر، ۹۰۰ مایل دریایی)
- حداکثر ارتفاع: ۴۲٬۰۰۰ فوت (۱۳٬۰۰۰ متر)
- بارگیری بال: ۴۴ پوند بر فوت مربع (۲۱۰ کیلوگرم بر متر مربع)

تسلیحات

طرح سه نمای پی-۴۷ بی

- ۸ قبضه تیربار سنگین کالیبر ۵۰ بی‌ام‌جی (۱۲٫۷ میلی‌متری) از نوع ام۲ برونینگ با ۴۲۵ گلوله برای هر اسلحه (مجموعاً ۳٬۴۰۰ گلوله)
- حداکثر تا ۲٬۵۰۰ پوند (۱٬۱۰۰ کیلوگرم) بمب
- ۱۰ عدد راکت غیرقابل هدایت ۵ اینچی (۱۲۷ میلی‌متری) از نوع HVAR